# Saidiwas (EP)
Saidiwas är Saidiwas självbetitlade debut-EP, utgiven 1996 av Desperate Fight Records.

## Låtlista[1]
1. "Belief" - 2:39
2. "Liberal My Ass" - 2:55
3. "Educate or Leave" - 2:10
4. "Punk Rock Revolution" - 1:14
5. "In/On Your Chest" - 3:00
6. "Solidarity" - 2:31